# انالاپاتسی
انالاپاتسی (به لاتین: Analapatsy) یک سکونتگاه مسکونی در ماداگاسکار است که در آنوسی (ماداگاسکار) واقع شده‌است.

## خصوصیات
انالاپاتسی ۲۰٬۰۰۰ نفر جمعیت دارد و ۴۰ متر بالاتر از سطح دریا واقع شده‌است.